# Лебедева, Елена Николаевна
Еле́на Никола́евна Ле́бедева (14 января 1928, Москва — 10 декабря 2019, Москва) — редактор Всесоюзного радио, создатель и автор «Радионяни».

## Биография
Елена Николаевна Лебедева родилась 14 января 1928 года в Москве. Ветеран Великой Отечественной войны.
Окончила актёрский факультет Всесоюзного государственного института кинематографии.
С 1952 года — редактор Главной редакции радиовещания для детей Всесоюзного радио. Участвовала в создании циклов «В гостях у кукол», «В стране мульти-пульти», «Радиокино», «Бим Бом и собачка Фафик».
В 1970-е годы придумала и разработала передачу «Радионяня», почти 20 лет была её бессменным редактором и одним из авторов.
Герой труда; член Союза журналистов России.
Умерла 10 декабря 2019 года. Похоронена на Ваганьковском кладбище.